# Eduardo Carranza
Pour les articles homonymes, voir Carranza.
Januario Eduardo Carranza Fernández, (né le 23 juillet 1913 à Apiay, Villavicencio, Colombie et  mort à Bogota, Colombie, le 13 février 1985 était un poète colombien du XXe siècle.

## Biographie
Eduardo Carranza fut à la fois journaliste, professeur, diplomate et précurseur du mouvement Piedra y Cielo ('Pierre et Ciel').
Il assura la notoriété de plusieurs publications culturelles qu'il dirigea : la Revista del Colegio Mayor de Nuestra Señora del Rosario, la Revista de las Indias, le supplément littéraire de El Tiempo et la Revista de la Universidad de los Andes. 
Il commença à connaître la célébrité littéraire en 1934 avec la publication de ses poésies.
Entre 1945 et 1948 il fut attaché culturel de l'ambassade de Colombie au Chili.
De 1948 à 1951, il dirigea avec succès la Bibliothèque nationale de Colombie.
De 1951 à 1958 il fut de nouveau attaché culturel, cette fois à Madrid.
À ce titre, en 1952, il presida le premier Congrès de poésie, à Ségovie; en compagnie de Carlos Riba et Vicente Aleixandre.
En 1953, il présida ce même congrès, cette fois à Salamanque, en compagnie de Gerardo Diego, Dámaso Alonso et Giuseppe Ungaretti.
Il fut membre de l'Academia de la Lengua et à partir de 1963 il dirigea la 
Bibliothèque du District Special de Bogotá. 
En 1984 le gouvernement national, dirigé par le président Belisario Betancur, le nomma ambassadeur itinérant dans les pays de langue espagnole. Cette même année, Carranza clotura, avec Léopold Sédar Senghor et Jorge Luis Borges, le VIIe Congrès mondial de poésie, au Maroc.
Eduardo Carranza est mort à Bogota le 13 février 1985 à l'âge de 71 ans.

## Œuvres
La poésie d'Eduardo Carranza met en avant quatre thèmes fondamentaux : la patrie, la mort, l'amour et la terre.
De son œuvre émergent les créations suivantes :
- Canciones para iniciar una fiesta ('Chansons pour commencer une fête'),
- Seis elegías y un himno (Six élégies et un hymne'),
- Ella, los días y las nubes ('Elle, les jours et les nuages'),
- Azul de ti ('Bleu de toi'),
- Diciembre azul ('Décembre bleu'),
- El olvidado ('L'oublié').

Il traduisit en espagnol Paul Verlaine, Paul Éluard, Tristan Klingsor et Guillaume Apollinaire, entre autres auteurs.